# ماركو بانيتش
ماركو بانيتش (بالكرواتية: Marko Banić) مواليد 31 أغسطس 1984 في زادار، جمهورية كرواتيا الاشتراكية، هو لاعب كرة سلة كرواتي. بدأ مسيرته الاحترافية في سنة 2002. يلعب مع فريق نادي يونيكس قازان لكرة السلة كلاعب وسط. يحمل الرقم 13. مثّل منتخب بلاده. شارك في دورة الألعاب الأولمبية الصيفية سنة 2008.

## المسيرة الاحترافية
لعب مع نادي زادار لكرة السلة من سنة 2002 إلى 2005، ثم لعب مع بلباو باسكت في الدوري الإسباني من سنة 2005 إلى 2012، ثم لعب مع نادي يونيكس قازان لكرة السلة في موسم 2012–2013، ثم لعب مع سي بي إستوديانتس في الدوري الإسباني في موسم 2013–2014، ثم لعب مع ألبا برلين في الدوري الألماني في موسم 2014–2015، ثم لعب مع نادي يونيكس قازان لكرة السلة في سنة 2015.

## روابط خارجية
- ماركو بانيتش على موقع الاتحاد الدولي لكرة السلة (الإنجليزية)
- ماركو بانيتش على موقع الدوري الأوروبي لكرة السلة (الإنجليزية)
- ماركو بانيتش على موقع الدوري الإسباني لكرة السلة (الإسبانية)
- ماركو بانيتش على موقع كرة السلة الأوروبية.كوم (الإنجليزية)
- ماركو بانيتش على موقع ريلجم (الإنجليزية)
- ماركو بانيتش على موقع بروبوليرز (الإنجليزية)
- ماركو بانيتش على موقع سبورتس رفرنس (الإنجليزية)
- ماركو بانيتش على موقع أوليمبيديا (الإنجليزية)